# Remilly-Aillicourt
 Remilly-Aillicourt  là một xã ở tỉnh Ardennes, thuộc vùng Grand Est ở phía bắc nước Pháp.